# Acanthoxia brevipenne
Acanthoxia brevipenne is een rechtvleugelig insect uit de familie veldsprinkhanen (Acrididae). De wetenschappelijke naam van deze soort is voor het eerst geldig gepubliceerd in 1996 door Grunshaw.